# Essert (Territoire de Belfort)
Essert település Franciaországban, Territoire de Belfort megyében. Lakosainak száma 3382 fő (2022. január 1.). Essert Belfort, Châlonvillars, Bavilliers, Buc, Cravanche, Évette-Salbert és Urcerey községekkel határos.

## Népesség
A település népességének változása:
| Lakosok száma | 3160 | 3268 | 3383 | 3306 | 3325 | 3321 | 3316 | 3348 | 3382 |
|               | 2013 | 2015 | 2016 | 2017 | 2018 | 2019 | 2020 | 2021 | 2022 |